# Luchtkwaliteit
| Luchtkwaliteit binnenruimtes in ppm |
| ----------------------------------- |
|                                     |

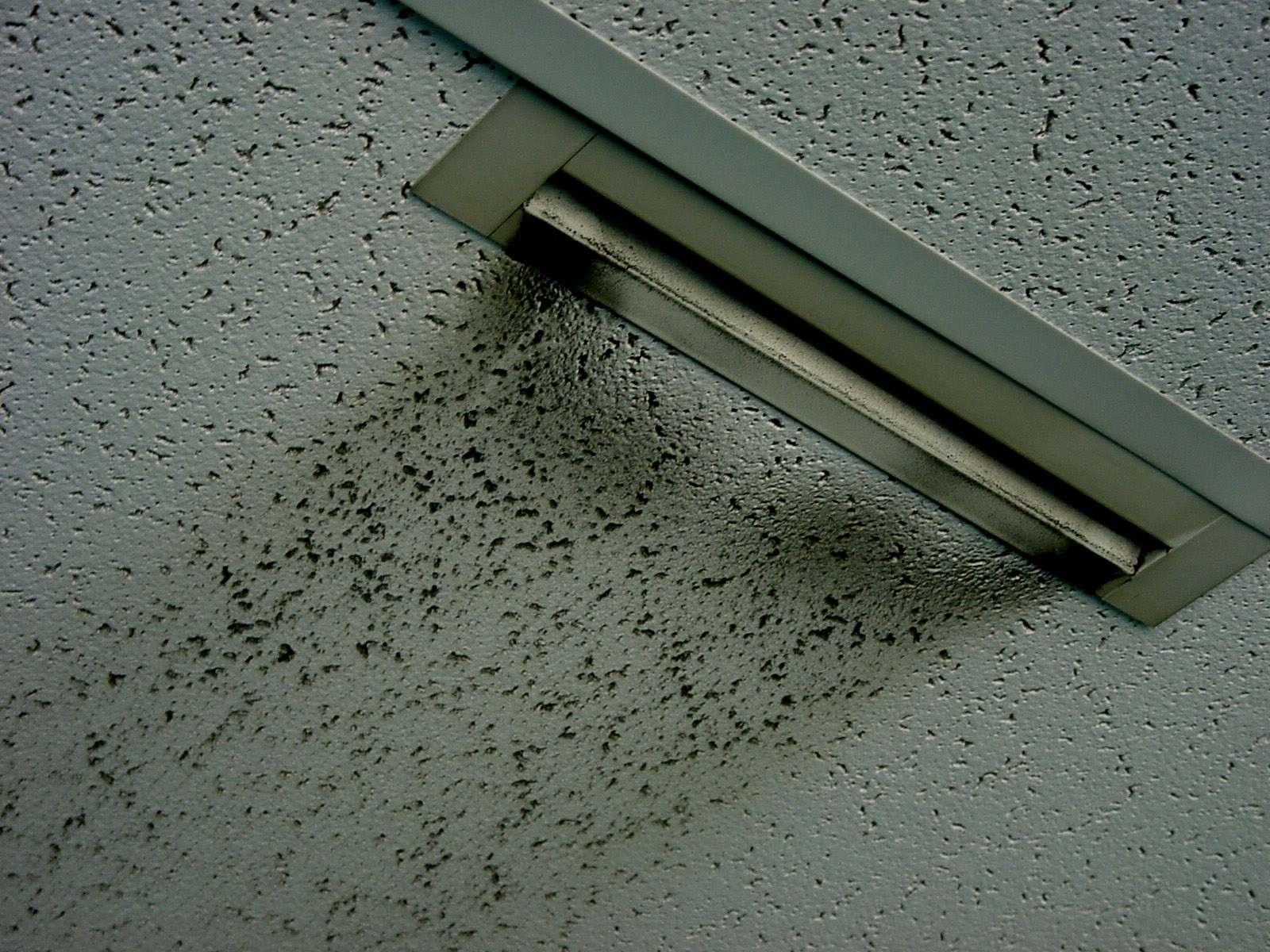
Sporen bij een luchtbehandelingssysteem

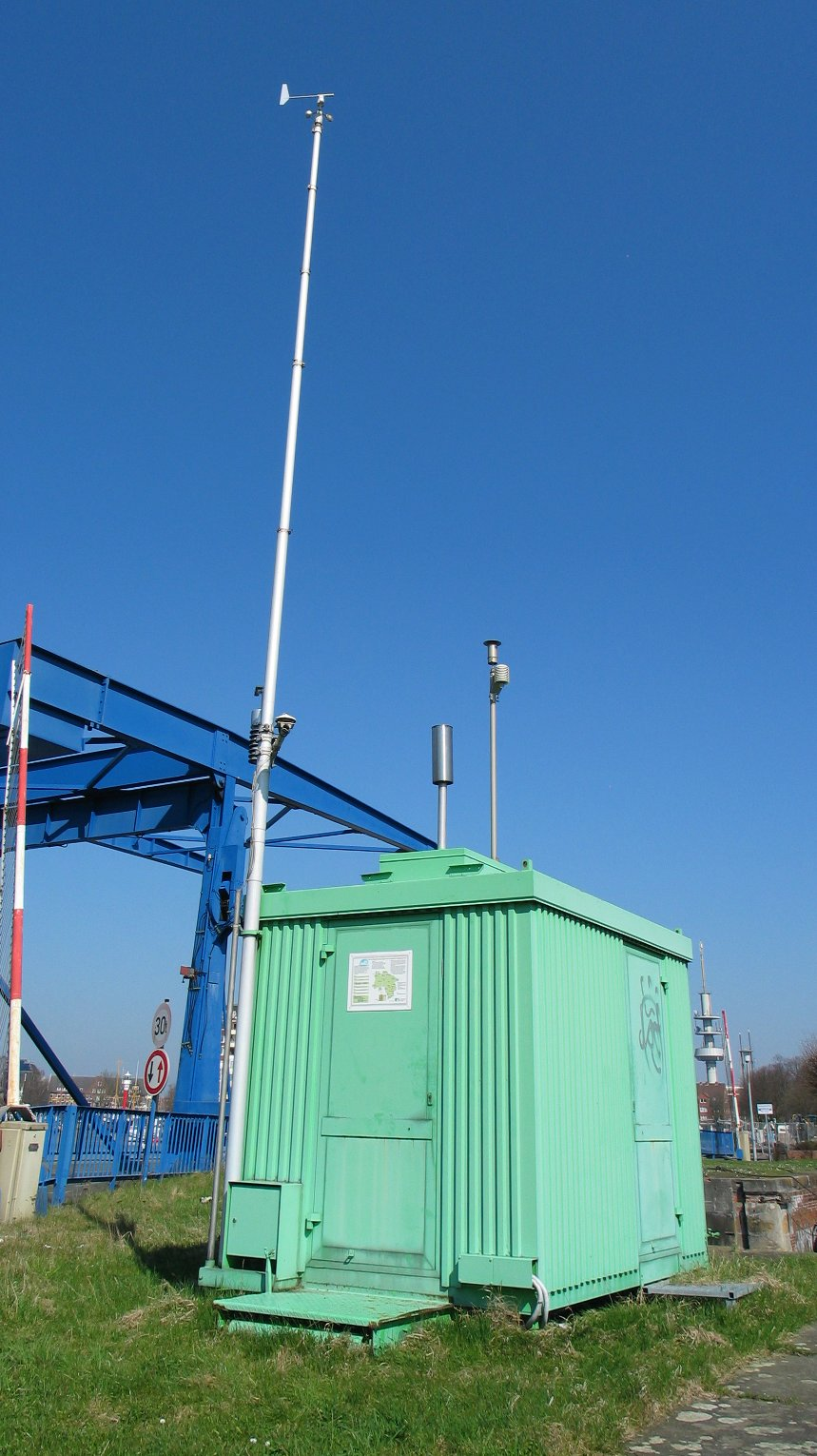
Meetstation

Luchtkwaliteit geeft de mate van afwezigheid van luchtvervuiling aan. Dit kan buiten, in de openlucht zijn, of binnen, in een woning of gebouw. Luchtkwaliteit is afhankelijk van de aanwezigheid van stoffen die schadelijk zijn voor de gezondheid van mens en dier. Voor verschillende schadelijke stoffen zijn normen opgesteld. De WHO hanteert de strengste normen. Europa heeft op basis van deze WHO normen zijn eigen normen opgesteld die zijn opgenomen in de wetgeving van de verschillende landen. Om de luchtkwaliteit inzichtelijk te maken zijn er verschillende indexen per land met in omloop. Zo hanteert het Nederlandse RIVM de Luchtkwaliteitsindex, het Belgische IRCEL de BelAQI index en tracht men op Europees niveau deze indexen te verenigen in een Common Air Quality Index (CAQI).
Bronnen van luchtverontreiniging zijn onder andere de industrie, verkeer en intensieve landbouw.

## Gezondheidseffecten
Een gebrek aan goede luchtkwaliteit kan leiden tot acute kortdurende gezondheidsklachten (irritatie van de luchtwegen) of tot chronische aandoeningen, zoals astma. In 2006 waren bijvoorbeeld fijnstof en ozon verantwoordelijk voor 1 tot 2% van de totale sterfte in Nederland en voor 1 tot 3% van de spoedopnamen voor long-, hart- en vaataandoeningen.

## Advieswaarden
|                              | WHO advieswaarden 2005 | EU-grenswaarden voor 2024 | WHO advieswaarden 2021 | EU-grenswaarden per oktober 2024 |
| PM2.5 (µg/m3 jaargemiddelde) | 10                     | 25                        | 5                      | 10                               |
| PM10 (µg/m3 jaargemiddelde)  | 20                     | 40                        | 15                     | 20                               |
| NO2 (µg/m3 jaargemiddelde)   | 40                     | 40                        | 10                     | 20                               |

## Europa
De Europese Unie heeft twee richtlijnen (richtlijn 2004/107 en richtlijn 2008/50) opgesteld waarin Europese normen voor de luchtkwaliteit in de buitenlucht zijn opgenomen. In 2024 werden de twee Europese richtlijnen samengevoegd en aangescherpt (richtlijn 024/2881). Lidstaten hebben tot december 2026 om de nieuwe richtlijn in de nationale wetten te integreren.

### Nederland
De Europese normen zijn overgenomen in Nederlandse wetgeving (Omgevingswet - Algemene Maatregel van Bestuur: Besluit kwaliteit leefomgeving) en zijn gebaseerd op aanbevelingen van de WHO (Wereldgezondheidsorganisatie). De Nederlandse overheid heeft in het Nationaal Samenwerkingsprogramma Luchtkwaliteit (NSL) landelijke maatregelen opgenomen, die de luchtkwaliteit moeten verbeteren en die op moeten wegen tegen de negatieve gevolgen van ruimtelijke ontwikkelingen, zoals de aanleg van snelwegen. Het NSL is erop gericht om overal in Nederland aan de luchtkwaliteitseisen te voldoen. Omdat dit niet mogelijk was binnen de gestelde termijn die de richtlijn biedt, fungeert het NSL ook als onderbouwing van het verzoek aan de Europese Commissie om uitstel van de Europese normen te verkrijgen. In Nederland doen de grootste knelpunten zich voor bij stikstofoxiden (NOx) en fijnstof (PM10). In Nederland wordt de luchtverontreiniging gemeten via het Landelijk Meetnet Luchtkwaliteit. 

## Air Quality Index (AQI) en Luchtkwaliteitsindex RIVM
Om het verloop van de luchtvervuiling op een plaats in de gaten te houden, is de Air Quality Index (AQI) ingevoerd, die een grove aanwijzing kan geven voor de schadelijkheid van de plaatselijke luchtvervuiling. Voor een aantal vervuilende stoffen en soorten fijnstof worden eerst normen bepaald, waarmee de ter plaatse gemeten concentraties vergeleken worden, die gemiddeld zijn over een uur, een dag of een jaar. Dit levert voor elk type vervuiling een index op (meetwaarde/norm x 100 %). De Air Quality Index wordt gevonden door als eindresultaat de index voor de plaatselijk meest vervuilende stof over te nemen. De zes vervuilende soorten gas en stofdeeltjes die meestal gemeten worden zijn ozon (O3), stikstofdioxide (NO2), zwaveldioxide (SO2), koolmonoxide (CO) en deeltjes fijnstof PM10 (doorsnee kleiner dan 10 micrometer) en PM2.5 (kleiner dan 2,5 micrometer). Verder kan een maat voor verminderde zichtbaarheid gebruikt worden. In Europa werden O3, NO2 en PM10 gebruikt met plannen voor SO2, CO en PM2.5 in de Common Air Quality Index (CAQI, 2012). De waardering van de (C)AQI is: 0-25 heel laag, 25-50 laag, 50-75 gemiddeld slecht, 75-100 slecht, >100 heel slecht. Bijvoorbeeld in Utrecht zijn er drie meetpunten met AQI's met uurgemiddelden op 20 juni 2019 om 11:00 uur van 65 (Kardinaal de Jongweg, matig slecht), 16 (Erzeijstraat, goed) en 64 (Griftpark, matig slecht). Het meetpunt voor het Vondelpark in Amsterdam gaf toen een waarschuwing: een AQI van 148 (ongezond voor gevoelige groepen) door een piek in fijnstof PM10
Het luchtmeetnet van onder meer het RIVM geeft een landkaart met grafieken voor de concentraties bij de Nederlandse meetstations. In een rapport hanteert het RIVM een andere index dan de AQI, namelijk voor ozon, stikstofdioxide (NO2) en fijnstof PM10 en PM2,5 en een waarde (1-10) voor het gezondheidseffect van de (slechte) luchtkwaliteit.
| Luchtkwaliteitsindex handelingsadviezen | Luchtkwaliteitsindex handelingsadviezen | Luchtkwaliteitsindex handelingsadviezen |
| Index                                   | Index                                   | Boodschap |
| --------------------------------------- | --------------------------------------- | --- |
| Goed                                    | 1                                       | U hoeft uw gebruikelijke activiteiten niet aan te passen |
| Goed                                    | 2                                       | U hoeft uw gebruikelijke activiteiten niet aan te passen |
| Goed                                    | 3                                       | U hoeft uw gebruikelijke activiteiten niet aan te passen |
| Matig                                   | 4                                       | U hoeft uw gebruikelijke activiteiten niet aan te passen Bent u gevoelig voor luchtverontreiniging? Overweeg dan lichamelijke inspanning te verminderen                                                      |
| Matig                                   | 5                                       | U hoeft uw gebruikelijke activiteiten niet aan te passen Bent u gevoelig voor luchtverontreiniging? Overweeg dan lichamelijke inspanning te verminderen                                                      |
| Matig                                   | 6                                       | U hoeft uw gebruikelijke activiteiten niet aan te passen Bent u gevoelig voor luchtverontreiniging? Overweeg dan lichamelijke inspanning te verminderen                                                      |
| Onvoldoende                             | 7                                       | Overweeg lichamelijke inspanning te verminderen Bent u gevoelig voor luchtverontreiniging? Verminder lichamelijke inspanning. Overleg eventueel met uw arts over aangepaste medicatie                        |
| Onvoldoende                             | 8                                       | Overweeg lichamelijke inspanning te verminderen Bent u gevoelig voor luchtverontreiniging? Verminder lichamelijke inspanning. Overleg eventueel met uw arts over aangepaste medicatie                        |
| Slecht                                  | 9                                       | Doe rustig aan, verminder lichamelijke inspanning Bent u gevoelig voor luchtverontreiniging? Verminder lichamelijke inspanning. Overleg eventueel met uw arts over aangepaste medicatie                      |
| Slecht                                  | 10                                      | Doe rustig aan, verminder lichamelijke inspanning Bent u gevoelig voor luchtverontreiniging? Verminder lichamelijke inspanning. Overleg eventueel met uw arts over aangepaste medicatie                      |
| Zeer slecht                             | >10                                     | Er geidt een smog-alarm. Doe rustig aan, vermijd lichamelijke inspanning Bent u gevoelig voor luchtverontreiniging? Vermijd lichamelijke inspanning. Overleg eventueel met uw arts over aangepaste medicatie |

| Luchtkwaliteitsindex schaal | Luchtkwaliteitsindex schaal | Luchtkwaliteitsindex schaal | Luchtkwaliteitsindex schaal | Luchtkwaliteitsindex schaal | Luchtkwaliteitsindex schaal |
| Index                       | Classificatie               | PM10                        | PM2.5                       | O3                          | NO2                         |
| --------------------------- | --------------------------- | --------------------------- | --------------------------- | --------------------------- | --------------------------- |
|                             |                             | daggemiddelde (µg/m3)       | daggemiddelde (µg/m3)       | max 1-uur/dag (µg/m3)       | max 1-uur/dag (µg/m3)       |
| 1                           | uitstekend                  | 0-10                        | 0-5                         | 0-25                        | 0-20                        |
| 2                           | zeer goed                   | 11-20                       | 6-10                        | 26-50                       | 21-50                       |
| 3                           | goed                        | 21-30                       | 11-15                       | 51-70                       | 51-70                       |
| 4                           | vrij goed                   | 31-40                       | 16-25                       | 71-120                      | 71-120                      |
| 5                           | middelmatig                 | 41-50                       | 26-35                       | 121-160                     | 121-150                     |
| 6                           | ondermaats                  | 51-60                       | 36-40                       | 161-180                     | 151-180                     |
| 7                           | vrij slecht                 | 61-70                       | 41-50                       | 181-240                     | 181-200                     |
| 8                           | slecht                      | 71-80                       | 51-60                       | 241-280                     | 201-250                     |
| 9                           | zeer slecht                 | 81-100                      | 61-70                       | 280-320                     | 251-300                     |
| 10                          | uitermate slecht            | > 100                       | > 70                        | > 320                       | > 300                       |

## Verbeteren van de luchtkwaliteit
Het milieubeleid gaat uit van drie sporen waarop ongewenste milieusituaties kunnen worden verbeterd:
- bronmaatregelen
- maatregelen in het overdrachtsgebied
- maatregelen bij de ontvanger

In Nederland worden in het Nationaal Samenwerkingsprogramma Luchtkwaliteit generieke en locatiespecifieke maatregelen vastgesteld die ervoor moeten zorgen dat aan de Europese grenswaarden wordt voldaan, ondanks het negatieve effect van ruimtelijke ontwikkelingen.

### Bronmaatregelen
Bij bronbeleid wordt beoogd de uitstoot van schadelijke stoffen direct aan te pakken. Het effect van bronmaatregelen hangt sterk af per stof; maatregelen die de uitstoot van motoren van auto's beoogt schoner te maken, hebben bijvoorbeeld meer effect op stikstofdioxide dan op fijnstof.
Voorbeelden van bronmaatregelen zijn:
- Verplichten van een katalysator of roetfilter bij auto's;
- Overschakelen van kolen of olie als brandstof naar aardgas, wind- of zonne-energie;
- Veranderen van verkeersstromen.

### Maatregelen in het overdrachtsgebied
Maatregelen in het overdrachtsgebied zorgen ervoor dat de schadelijke stoffen niet, minder snel of in kleinere hoeveelheden in gebieden terecht kan komen waar deze schade voor de gezondheid kunnen veroorzaken. Deze maatregelen verkleinen de uitstoot zelf niet. Maatregelen in de overdrachtssfeer worden voornamelijk toegepast langs snelwegen.
Voorbeelden van maatregelen in de overdrachtssfeer zijn:
- Hogere schoorstenen bij fabrieken om de verspreiding van schadelijke stoffen te beïnvloeden;
- schermen (zogeheten 'luchtkwaliteitsschermen') - dit kunnen standaard geluidschermen zijn, maar kunnen ook specifiek op luchtverontreiniging zijn gedimensioneerd;
- vergroting van de afstand tussen de weg en de plaats waar blootstelling plaatsvindt, bijvoorbeeld door het verleggen van fietspaden.

### Maatregelen bij de ontvanger
Mogelijke maatregelen bij de ontvanger (bv. weggebruikers of aan woningen of gebouwen) zijn beperkt, en hebben voornamelijk betrekking op isolerende maatregelen of luchtverversingsinstallatie. Effectievere maatregelen in deze categorie hebben betrekking op de ruimtelijke ordening. Zo kan bij de planning van functies voor gevoelige personen rekening worden gehouden met de afstand tot vervuilende activiteiten, zoals een weg of bedrijventerrein.

## Luchtkwaliteit Nederland
Emissies broeikasgassen Nederland:
Vanwege een beveiligingsprobleem met de MediaWiki Graph-software is het momenteel niet mogelijk deze grafiek weer te geven. Zodra de software is bijgewerkt zal de grafiek vanzelf weer zichtbaar worden.
Luchtverontreinigende emissies Nederland:
Vanwege een beveiligingsprobleem met de MediaWiki Graph-software is het momenteel niet mogelijk deze grafiek weer te geven. Zodra de software is bijgewerkt zal de grafiek vanzelf weer zichtbaar worden.
De veehouderij levert een grote bijdrage aan de totale emissies van ammoniak (NH3), methaan (CH4), distikstofoxide (N2O) en fijnstof.